# Dmitri Jewgenjewitsch Rybolowlew

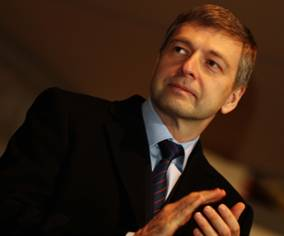
Dmitri Rybolowlew (2012)

Dmitri Jewgenjewitsch Rybolowlew (russisch Дмитрий Евгеньевич Рыболовлев; * 22. November 1966 in Perm) ist ein russisch-zypriotischer Unternehmer, Sportsponsor und seit 2011 Besitzer des französischen Fußball-Erstligisten AS Monaco. Die Zeitschrift Forbes rechnet ihn mit einem Privatvermögen von rund 6,8 Milliarden US-Dollar (2019) zu den reichsten Menschen der Erde.
Rybolowlew macht seit 2015 durch seine Rolle als angebliches Opfer eines Kunsthandelbetrugs, der Affaire Yves Bouvier, durch den Schweizer Kunsthändler Yves Bouvier Schlagzeilen.

## Leben
Rybolowlew studierte Medizin in Perm. 1990 wurde er promoviert und arbeitete kurzzeitig als Kardiologe in den medizinischen Unternehmen seines Vaters. Anschließend ging er nach Moskau, wo er erfolgreich an der Börse spekulierte, eine Investorengesellschaft und eine Privatbank gründete.
Unmittelbar nach dem Ende des Kommunismus baute er den Düngemittelhersteller Uralkali auf. Sein finanzieller Aufstieg erfuhr jedoch 1996 eine Unterbrechung, als der als „Kali-König“ (Potash King) bezeichnete Rybolowlew als angeblicher Auftraggeber des Mordes an einem Konkurrenten für ein knappes Jahr im Gefängnis saß, bis er letztendlich wegen Mangel an Beweisen freigesprochen wurde, nachdem ein Zeuge seine Aussage widerrufen hatte. Rybolowlew verließ daraufhin Russland und lebt seitdem wechselnd in New York City, Monaco und Cologny am Genfersee.
Sein Aktienpaket bei Uralkali verkaufte er im Jahr 2010 für über 5 Mrd. US-Dollar an Suleiman Kerimow, Alexander Nesis und Filaret Galtschew. In Genf gründete er ein weiteres Handelsunternehmen, das an der London Stock Exchange 2005 einen „aufsehenerregenden Einstieg“ hatte.
2010 erwarb Rybolowlew über sein Finanzvehikel Odella Resources Ltd., dessen Hauptsitz sich auf der britischen Offshore-Steueroase der Jungferninseln befand, 9,7 % der Anteile der größten Bank Zyperns, der Bank of Cyprus, die an der Börse in Nikosia gehandelt wurde. 2012 wurde sein Anteil mit 5,01 % angegeben. Im Jahr darauf kollabierte Zyperns Bankensystem, was Rybolowlew’s Anteil an der Bank vernichtete und ihm laut seines Anwalts einen Verlust von rund 600 Millionen US-Dollar verursachte. Laut Website der Bank of Cyprus wird Rybolowlew seit 2013 nicht mehr als Anteilshaber geführt.

## Affaire Yves Bouvier
Rybolowlew soll mit Unterstützung des Kunstberaters Yves Bouvier Kunst im Wert von zwei Milliarden SFR erworben haben, darunter das Bild Nu sur coussin bleu von Amedeo Modigliani für 118 Millionen US-Dollar, das Gemälde Salvator mundi von Leonardo da Vinci für 127,5 Millionen US-Dollar sowie weitere Kunstwerke von Picasso, Gauguin, Rothko, Matisse und Rodin. 2015 wurde Bouvier, der auch Zollfreilager für Kunst in Singapur betreibt, in Monaco auf Grund einer Anzeige Rybolowlews wegen Betrugs kurzzeitig festgenommen.
Bouvier soll Rybolowlew zu verstehen gegeben haben, dass er als Mittelsmann tätig und nicht der Eigentümer der Bilder sei. Zwei Prozent Provision soll er als Kunstvermittler von Rybolowlew verlangt haben. Angeblich kaufte aber der Schweizer Kunsthändler die Kunstwerke selber, um sie dann weiter an Rybolowlew zu veräußern. Gemäß Rybolowlews Anwalt prellte Bouvier mit diesem Vorgehen den russischen Milliardär um 500 Millionen bis 1 Milliarde US-Dollar an Margen. Den Betrug entdeckte Rybolowlew 2014 während einer Silvesterparty in New York, als er sich mit Sandy Heller, dem Berater des Kunstsammlers Steven A. Cohen, unterhielt. Dieser erklärte ihm, Cohen hätte das Bild Nu sur coussin bleu für 93,5 Millionen US-Dollar veräußert. Kurze Zeit später, im März 2012, verkaufte Bouvier das Bild für 118 Millionen US-Dollar an Rybolowlew. Bouvier wird deshalb des Interessenkonflikts beschuldigt, da er einerseits Inhaber der Zollfreilager sei, dem seine Kunden ihre wertvolle Kunst anvertrauen, andererseits als Kunsthändler agiere.
Im Januar 2015 reichte die Stieftochter von Pablo Picasso, Catherine Hutin-Blay, eine Klage gegen Bouvier wegen Hehlerei ein. Gemäß Hutin-Blay verkaufte Bouvier zwei Bilder von Picasso, Frauenporträt und Spanierin mit Fächer, sowie ein Skizzenbuch ohne ihr Einverständnis an Rybolowlew. Aus Bouviers Pariser Lagerunternehmen Art Transit, in welcher Hutin-Blay ihre Kunst aufbewahrte, soll ein Geschäftspartner Bouviers diese entnommen und an Rybolowlew für 27 Millionen Euro veräußert haben. Am 14. September wurde dann das Strafverfahren gegen Bouvier in Paris eröffnet. Gegen eine Kaution von 27 Millionen Euro kam er frei. Am 24. September 2015 übergab Rybolowlew aus eigener Initiative beide Gemälde der französischen Polizei.
Im November erbrachte das Gemälde Salvator mundi, dessen Urheberschaft durch Leonardo da Vinci strittig ist, bei einer Versteigerung durch Christie’s den Rekorderlös von über 450 Millionen US-Dollar an Rybolowlew.
Im Jahr 2018 warf Rybolowlew dem New Yorker Auktionshaus Sotheby’s vor, „in geheimer Absprache mit Bouvier die Preise hochgetrieben zu haben.“ Ein Drittel der von Bouvier erworbenen und an Rybolowlew weiterverkauften Objekte wurden durch Vermittlung von Sotheby’s realisiert. Im Oktober verklagte Rybolowlew Sotheby’s wegen Betrug und Vertragsbruch auf 380 Millionen US-Dollar Schadensersatz. Im Juni 2019 lehnte ein Gericht in New York Sotheby’s Antrag auf Abweisung des Falls ab. Das Gericht entschied zudem, die Klage durch das Einreichen neuer, ungeschwärzter Dokumente seitens Sotheby’s öffentlich zugänglich zu machen. Rybolowlew einigte sich im Dezember 2023 mit Bouvier außergerichtlich. Im Januar 2024 entschied ein New Yorker Bundesgericht zugunsten von Sotheby’s, da kein Fehlverhalten nachgewiesen werden konnte.

## EU-Staatsbürgerschaft
Rybolowlew erkaufte sich 2012 die Staatsbürgerschaft der Republik Zypern und ist damit EU-Bürger.

## Sportsponsoring
Rybolowlew gehörte unter anderem gemeinsam mit Roman Abramowitsch und Wladimir Potanin zu den Finanziers einer Stiftung, die russische Olympioniken unterstützt und deren Aufsichtsgremium Russlands Ministerpräsident Medwedew vorsitzt. Sein Versuch, bei FK Dinamo Minsk als Investor einzusteigen, scheiterte.

### AS Monaco
Ende 2011 übernahm Rybolowlew durch sein Unternehmen Monaco Sport Invest 67 Prozent der Anteile an der Kapitalgesellschaft (Société Anonyme Sportive Professionnelle) des AS Monaco, zu einer Zeit, als der Verein sportlich am Boden lag, für den symbolischen Preis von 1 Euro. Er wurde daraufhin Präsident des Vereins und sagte dem 2011 in die zweite französische Fußballliga abgestiegenen und selbst dort in der Saison 2011/12 um das sportliche Überleben kämpfenden Verein Investitionen von mindestens 100 Mio. Euro für die kommenden vier Jahre zu.
Seine ältere Tochter Jekaterina ist 2013 ebenso Mitglied des Verwaltungsrats der AS Monaco wie Rybolowlews persönliche Anwältin Tatjana Berscheda.
Unter Rybolowlews Führung gehörte die AS Monaco im Sommer 2013 zu den Fußballvereinen in Europa, die das meiste Geld für Spielertransfers ausgegeben hatten, insgesamt rund 140 Millionen englische Pfund für Falcao, James, João Moutinho, Éric Abidal und Ricardo Carvalho. Im selben Jahr stieg der Verein wieder in die Ligue 1 auf, und wurde 2017 schließlich französischer Meister mit der besten Offensive im europäischen Fußball.

## Sonstiges

### Immobilien
2008 erwarb er vom amerikanischen Immobilienmagnaten Donald Trump dessen „Haus der Freundschaft“ (Maison de l’amitié) am Strand von Palm Beach.
Im Jahr 2010 kaufte Rybolowlew die 2.000 m² große Penthousewohnung im Belle-Époque-Stil in Monte Carlo, Monaco. Die Immobilie wurde für 220 Mio. € erworben. Zu den Vorbesitzern gehörten Nick und Christian Candy, die Brüder hinter Candy & Candy, dem Innenarchitektur- und Immobilienentwicklungsgeschäft, und zuvor der brasilianische Bankier Edmond Safra, der 1999 bei einem Brand in der Wohnung ums Leben kam.
2011 erwarb er für seine Tochter Jekaterina ein Appartement am New Yorker Central Park, dessen Kaufpreis (88 Millionen US-Dollar) laut Forbes die „größte Transaktion einer Einzelperson in der Geschichte der Stadt“ darstellte. Die 626 Quadratmeter große Wohnung mit zehn Zimmern und vier Bädern hatte davor Sanford Weill gehört, einem früheren Chef der Citigroup.
Im selben Jahr kaufte Rybolowlew außerdem die Villa des US-Schauspielers Will Smith auf Hawaii für 20 Millionen US-Dollar.
Im April 2013 leaste Rybolowlew die 80 Hektar große Insel Skorpios im Ionischen Meer in Griechenland von der Onassis-Erbin Athina Onassis für 100 Jahre. Der Preis wurde auf 126 Millionen € geschätzt. Dort soll ein Luxusresort für 120 Millionen € entstehen.
Damit soll eine Klausel im Testament von Aristoteles Onassis umgangen werden, die besagt, dass die Insel nicht verkauft werden darf; für den Fall, dass seine Nachkommen sie nicht unterhalten könnten, sollte sie an den griechischen Staat oder, wenn dieser sie nicht übernimmt, an Olympic Airways fallen. Die Wirksamkeit des Leasingvertrages soll deshalb von der Justiz überprüft werden. Geplant waren zunächst Luxusvillen, die Vorgaben des griechischen Staates folgen müssen, sowie Restaurants, Sportanlagen, eine Marina, Heliport, eine Meerwasser-Entsalzungsanlage und eine biologische Kläranlage. Auch zehn Jahre später ist der genaue Baufortschritt unbekannt.
Rybolowlew und seine ehemalige Ehefrau Elena besaßen ein Grundstück in Genf (Schweiz), das sie 2008 abgerissen und als das Petit Trianon im Schloss von Versailles wiedererrichten wollten. Das Projekt wurde im Scheidungsverfahren des Paares endgültig aufgegeben, allerdings wurde dem Paar das Projekt schon vorher von den Behörden wegen einer deutlichen Überschreitung der zulässigen Gebäudehöhe untersagt.
Darüber hinaus kaufte er im Jahr 2008 zwei Häuser im Wert von 135 Millionen US-Dollar (damals 103 Millionen Schweizer Franken) auf dem Gelände des Hotels The Alpina im Schweizerischen Gstaad. Zusätzlich besitzt er Immobilien im französischen Saint Tropez.

### Vermögenswerte
Im Laufe der Jahre besaß Rybolowlew eine auf rund 700 Millionen US-Dollar taxierte Gemäldesammlung mit Werken von Pablo Picasso, Vincent van Gogh, Gauguin, Modigliani und Rothko.
Darüber hinaus besitzt er einen Airbus A319 als Privatflugzeug und die Yacht Anna im Wert von 100 Mio. Dollar.

### Privates
Der als medienscheu geltende Russe ist seit 1987 verheiratet und zweifacher Vater. Von seiner Frau Jelena Rybolowlewa lebt er in Scheidung, wobei er nach sechs Jahren dauernden Scheidungsverhandlungen im März 2014 zu einer Zahlung von gut vier Milliarden Schweizer Franken verurteilt wurde, was diese zur teuersten der Welt gemacht hätte. In zweiter Instanz aber strich ein Berufungsgericht im Juni 2015 diese Summe auf 564,7 Millionen Franken (rund 520,8 Millionen Euro) zusammen.
Ende November 2015 gaben dann Dmitri und Jelena Rybolowlewa bekannt, dass sie eine Vereinbarung über die Bedingung ihrer Scheidung getroffen haben. Demzufolge haben beide Parteien zugestimmt, sämtliche Rechtsverfahren in der Scheidungssache und den Nebenverfahren in jeder beliebigen Jurisdiktion einzustellen und alle Forderungen gegen die jeweils andere Partei sowie gegen nahestehende Personen und Unternehmen endgültig fallen zu lassen.
Rybolowlew ist sportlich vielseitig interessiert, unter anderem an Skifahren, Reitsport und Fußball.